# روملو لوکاکو
روملو لوکاکو (فرانسوی: Romelu Lukaku‎؛ زاده ۱۳ مهٔ ۱۹۹۳) بازیکن فوتبال اهل بلژیک است که برای باشگاه فوتبال ناپولی در پست مهاجم بازی می‌کند.
او و تنها چهار بازیکن دیگر تاکنون موفق شده‌اند تا قبل از بیست و سه سالگی، پنجاه گل در لیگ برتر انگلستان به ثمر برسانند. او پنجمین بازیکن جوانی است که به رکورد ۱۰۰ گل زده در این لیگ می‌رسد. همچنین او در تیم ملی بلژیک با ۸۹ گل زده بهترین گلزن تاریخ این کشور است.

## دوران فوتبال

### اوایل دوران حرفه‌ای
لوکاکو در سن پنج سالگی به تیم محلی راپل بوم پیوست. پس از چهار سال حضور در این تیم، توسط استعدادیاب‌های باشگاه لیرس کشف شد و به این تیم که در لیگ برتر بلژیک بازی می‌کند، پیوست. از سال ۲۰۰۴ تا ۲۰۰۶ در این تیم بازی کرد و در ۶۸ بازی موفق شد ۱۲۱ گل به ثمر برساند. پس از آن که لیرس به دستهٔ پایین‌تر سقوط کرد، تیم اندرلشت ۱۳ بازیکن از جوانان این تیم از جمله لوکاکو را به خدمت گرفت. لوکاکو بیش از سه سال در رده‌های پایهٔ این باشگاه بازی کرد و در ۹۳ بازی، ۱۳۱ گل به ثمر رساند.

### اندرلشت
لوکاکو در ۱۳ مهٔ ۲۰۰۹ شانزده ساله شد و قرارداد حرفه‌ای با باشگاه اندرلشت تا سال ۲۰۱۲ به امضا رساند. ۱۱ روز بعد در بازی پلی آف قهرمانی مقابل استاندارد لیژ در دقیقهٔ ۶۹ بازی به عنوان بازیکن ذخیره وارد میدان شد و به این ترتیب اولین بازی حرفه‌ای خود را در لیگ بلژیک انجام داد. لوکاکو در طول فصل ۱۰–۲۰۰۹ یکی از بازیکنان اصلی این تیم بود. در ۲۸ اوت ۲۰۰۹ و در بازی مقابل باشگاه فوتبال زولته وارخم در حالی که به عنوان بازیکن ذخیره به جای کانو وارد میدان شده بود، توانست در دقیقهٔ ۸۹ اولین گل حرفه‌ای خود را بزند. در پایان فصل او با ۱۵ گل زده به عنوان آقای گل لیگ برتر بلژیک شناخته شد و اندرلشت نیز به سی‌امین قهرمانی‌اش در این لیگ دست یافت. او همچنین در لیگ اروپا نیز ۴ گل برای تیمش به ثمر رساند. در فصل ۱۱–۲۰۱۰ لوکاکو ۲۰ گل در مسابقات مختلف برای تیم اندرلشت به ثمر رساند، اما باشگاه نتوانست مقام قهرمانی خود را تکرار کند.

### چلسی
در اوت ۲۰۱۱، لوکاکو با قراردادی به ارزش ۱۲ میلیون یورو که قابلیت افزایش تا ۲۰ میلیون یورو را نیز دارا بود، به تیم لیگ برتری چلسی پیوست. قرارداد لوکاکو پنج ساله بود و شمارهٔ ۱۸ تیم به او داده شد. در پیروزی ۳–۱ مقابل تیم نوریچ سیتی، در دقیقهٔ ۸۳ به جای فرناندو تورس به زمین بازی آمد و نخستین بازی‌اش را برای این تیم انجام داد.
لوکاکو در بازی مقابل فولام و در جام اتحادیه برای اولین بار در ترکیب اصلی چلسی قرار گرفت. چلسی این بازی را در ضربات پنالتی برد. لوکاکو بیشتر فصل را در تیم رزروهای چلسی گذراند. در ۱۳ مهٔ ۲۰۱۲ برای اولین بار در لیگ برتر مقابل تیم بلکبرن راورز در ترکیب اصلی قرار گرفت و یک پاس گل به جان تری داد و بهترین بازیکن زمین نیز انتخاب شد. با این حال لوکاکو در انتهای فصل از این که به او بازی کم رسیده بود ابراز نارضایتی کرد و اذعان کرد که بعد از قهرمانی تیم در لیگ قهرمانان اروپا جام را در دستانش نگه نداشته، چرا که احساس پیروزی نداشته است.

#### وست برومویچ آلبیون (قرضی)
پس از شایعات مطرح شده در مورد انتقال قرضی به تیم فولام، نهایتاً وی در ۱۰ اوت ۲۰۱۲ با قرارداد قرضی یک ساله به باشگاه فوتبال وست برومویچ آلبیون پیوست. هشت روز بعد در بازی مقابل لیورپول در دقیقهٔ ۷۷ و در حالی که به عنوان یار ذخیره به میدان آمده بود، گل سوم تیمش را به ثمر رساند و وست برومویچ آن بازی را ۳–۰ برد. او در بازی مقابل ردینگ برای اولین بار در ترکیب اصلی تیمش قرار گرفت و تنها گل بازی را به ثمر رساند. در ۲۴ نوامبر ۲۰۱۲، لوکاکو در دقیقهٔ ۷۰ به عنوان بازیکن ذخیره به میدان آمد و یک گل از روی نقطهٔ پنالتی به ساندرلند زد و همچنین یک پاس گل داد؛ آن‌ها در آن بازی ساندرلند را ۴–۲ شکست دادند. وست برومویچ با این پیروزی برای اولین بار از سال ۱۹۸۰، در بالاترین سطح فوتبال انگلستان به چهار پیروزی پیاپی رسید. در ۱۲ ژانویه ۲۰۱۳، لوکاکو برای اولین بار موفق شد تا در مقابل ردینگ ۲ گل به ثمر برساند و تیمش را ۲–۰ جلو بیندازد، اما نهایتاً این ردینگ بود که به بازی بازگشت و ۳–۲ پیروز مسابقه شد. با وجود گزارش‌هایی که در رسانه‌ها مبنی بر علاقهٔ وی بر ماندن در وست برومویچ وجود داشت، لوکاکو در مصاحبه‌ای اذعان کرد که می‌خواهد بازگردد و در استمفورد بریج به یک اسطوره تبدیل شود. در ۱۱ فوریه، لوکاکو در بازی مقابل لیورپول به عنوان بازیکن ذخیره به میدان آمد و دهمین گل لیگش را مقابل این تیم به ثمر رساند تا تیم وست برومویچ ۲–۰ بازی را ببرد.
او برای دومین بار در این فصل مقابل ساندرلند موفق شد تا دو بار گلزنی کند و وست برومویچ این تیم را ۲–۱ شکست داد. وست برومویچ در آخرین بازی فصل با منچستر یونایتد که آخرین بازی سر الکس فرگوسن بر روی نیمکت این تیم نیز بود، در حالی که ۵–۲ عقب بودند، با هتریک لوکاکو بازی را ۵–۵ مساوی کردند تا پرگل‌ترین تساوی تاریخ لیگ برتر رقم بخورد. لوکاکو در این فصل از تمامی بازیکنان چلسی در لیگ برتر بیشتر گل زد (۱۷ گل) و در جدول بهترین گلزنان در ردهٔ ششم قرار گرفت. در ابتدای فصل ۱۴–۲۰۱۳ لوکاکو در دو بازی لیگ برتر برای چلسی به میدان رفت. همچنین در بازی سوپر جام اروپا ۲۰۱۳ به عنوان یار ذخیره به میدان آمد و در ضربات پنالتی یک ضربه را از دست داد که باعث باخت چلسی به بایرن مونیخ در این بازی شد.

### اورتون

#### فصل ۱۴–۲۰۱۳ (قرضی)

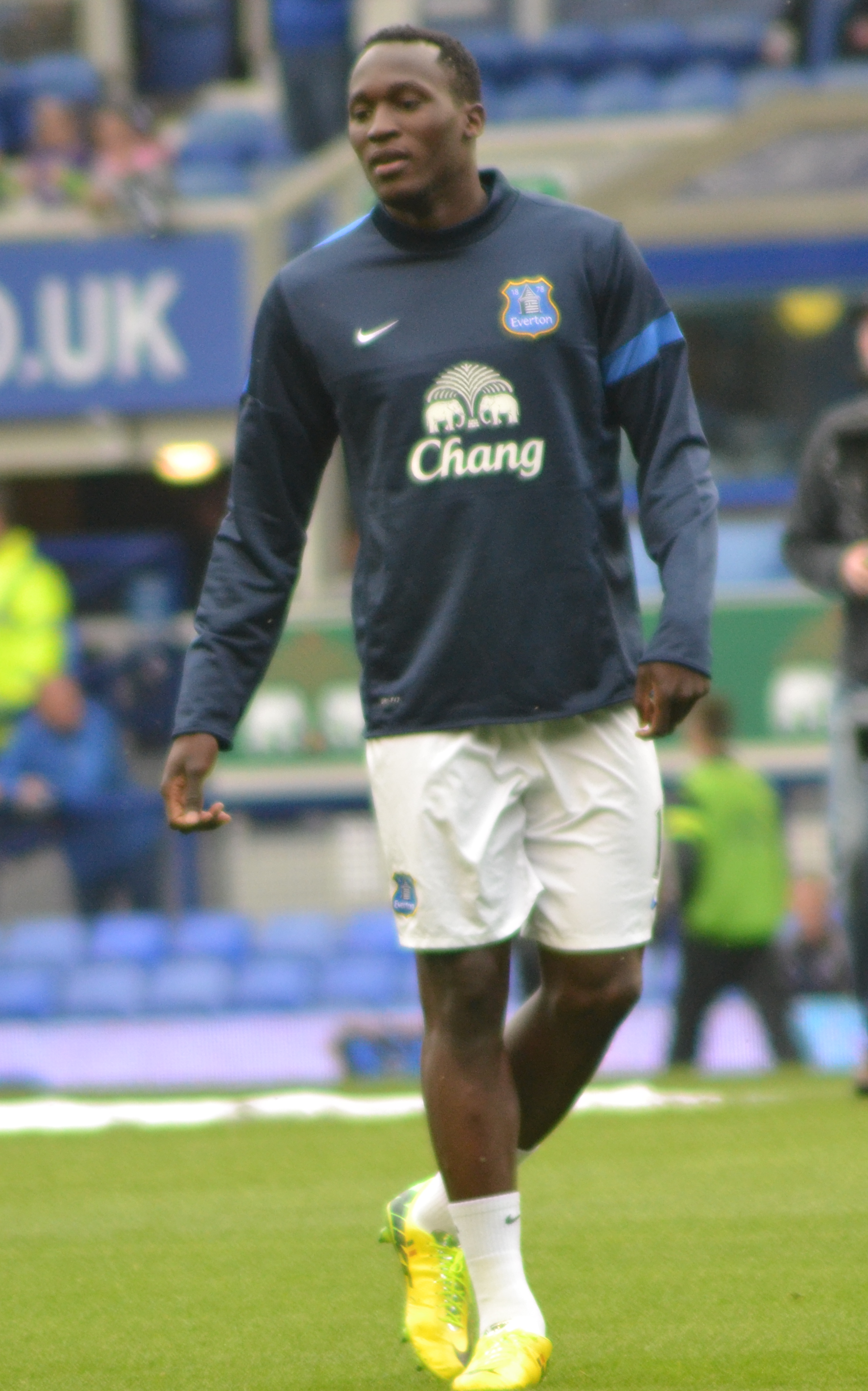
لوکاکو در گرم کردن پیش از بازی برای باشگاه فوتبال اورتون در سال ۲۰۱۴

در آخرین روز نقل و انتقالات تابستانی سال ۲۰۱۳، لوکاکو با قراردادی قرضی و یک ساله به اورتون پیوست. در ۲۱ سپتامبر ۲۰۱۳، لوکاکو در اولین بازی خودش مقابل تیم وست هم یونایتد به میدان رفت و گل پیروزی‌بخش تیمش را به ثمر رساند. هنگام زدن ضربهٔ سر او از ناحیهٔ سر مصدوم شد و به بیرون از زمین انتقال داده شد و پزشک تیم به او خبر داد که او گل پیروزی تیمش را زده است. ۹ روز بعد در اولین بازی‌اش برای اورتون در خانه مقابل نیوکاسل دو گل زد و یک پاس گل داد تا تیمش ۳–۲ برنده شود. در بازی بعدی مقابل منچستر سیتی، ۳–۱ شکست خوردند و لوکاکو تک‌گل تیمش را به ثمر رساند. او روند گلزنی‌اش را در بازی مقابل استون ویلا ادامه داد و یک گل در پیروزی ۲–۰ تیمش به ثمر رساند. همچنین در اولین تجربه‌اش در دربی مرسی‌ساید، دو گل به لیورپول زد و بازی با نتیجهٔ ۳–۳ به پایان رسید. او بعد از این بازی اعلام کرد که آن بازی بهترین تجربهٔ دوران حرفه‌ای کوتاهش بوده است.
در ژانویه ۲۰۱۴ توسط گاردین به عنوان یکی از ده بازیکن جوان آینده‌دار اروپا انتخاب شد. اما در همان ماه در بازی مقابل لیورپول از ناحیهٔ لیگامنت مصدوم شد و مجبور به ترک زمین شد. لوکاکو در ماه مارس به میدان فوتبال بازگشت و در بازی مقابل وست هم یونایتد به عنوان یار ذخیره به میدان آمد و تنها گل بازی را در دقیقهٔ ۸۱ به ثمر رساند. در ۶ آوریل، در بازی مقابل آرسنال لوکاکو یک گل زد و یک پاس گل داد تا اورتون مقابل این تیم ۳–۰ پیروز شود و ششمین پیروزی متوالی خود که یک رکورد نیز محسوب می‌شد را جشن بگیرد. آخرین گل او در دورهٔ انتقال قرضی‌اش در اورتون در روز آخر بازی‌ها مقابل هال سیتی در پیروزی ۲–۰ زده شد. لوکاکو در ۳۱ بازی لیگ، ۱۵ گل برای اورتون زد تا این تیم در ردهٔ پنجم جای بگیرد و برای اولین بار ۷۲ امتیاز در لیگ کسب کند.

#### ۱۶–۲۰۱۴

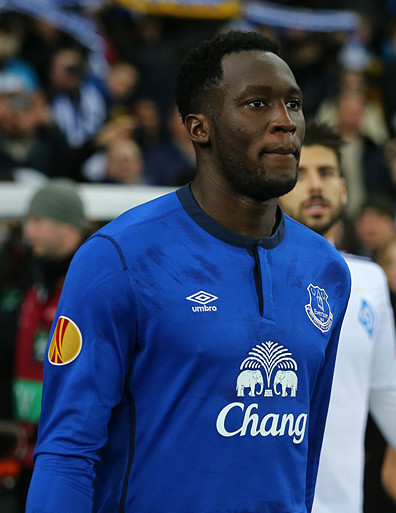
لوکاکو در پیراهن اورتون در سال ۲۰۱۶

لوکاکو در ژوئیه ۲۰۱۴، با مبلغ ۲۸ میلیون پوند که برای باشگاه یک رکورد محسوب می‌شد و با قراردادی پنج ساله به صورت دائمی به اورتون پیوست و شماره ۱۰ باشگاه به او رسید. او اولین گلش را به عنوان بازیکن دائمی در ۱۳ سپتامبر مقابل تیم سابقش یعنی وست برومویچ به ثمر رساند. او بعد از این گل خوشحالی نکرد و تماشاگران وست بروم نیز وی را تشویق کردند. لوکاکو در پیروزی ۴–۱ مقابل یانگ بویز در لیگ اروپا اولین هتریکش را برای اورتون رقم زد؛ او سه گلش را با ضربهٔ سر، پای چپ و پای راست به ثمر رساند تا یک هتریک کامل را ثبت کرده باشد. در بازی برگشت مقابل این تیم هم در پیروزی ۳–۱ تیمش دو گل زد. وی در این فصل لیگ اروپا با ۸ گل زده مشترکاً با آلن از ردبول آقای گل شد.
در دومین بازی فصل ۱۶–۲۰۱۵ لیگ برتر انگلستان، لوکاکو در یک‌نیمه مقابل ساوت‌همپتون دو گل زد تا تیمش نهایتاً به پیروزی ۳–۰ برسد. پیش از شروع این بازی، او پیراهنش را به یکی از هواداران تیم که تصادفاً مورد اصابت شوت وی قرار گرفته بود اهدا کرد. در ۲۶ اوت، در پیروزی ۵–۳ مقابل بارنزلی در جام اتحادیه دو گل به ثمر رساند. در ۲۸ سپتامبر، در حالی که اورتون ۲–۰ از وست بروم عقب بود، لوکاکو با دو گل و یک پاس گل این نتیجه را با پیروزی ۳–۲ برای تیمش تغییر داد. در تساوی ۱–۱ مقابل لیورپول در گودیسون پارک، او تک گل تیمش را به ثمر رساند. در پیروزی ۴–۰ تیمش مقابل استون ویلا، لوکاکو دو گل به ثمر رساند و بعد از رابی فاولر، مایکل اوون، وین رونی و کریستیانو رونالدو به پنجمین بازیکن زیر ۲۳ سال تبدیل شد که به رکورد ۵۰ گل زده در لیگ برتر می‌رسد. در ۷ دسامبر، لوکاکو با زدن تک گل تیمش در تساوی ۱–۱ مقابل کریستال پالاس، پنجاهمین گل خود را برای اورتون در صدمین بازی‌اش به ثمر رساند. در ۱۲ دسامبر، او به اولین بازیکن اورتون تبدیل شد که در شش بازی پیاپی در لیگ برتر گلزنی می‌کند و همچنین به اولین بازیکن از زمان باب لاچفورد در ۴۰ سال پیش تبدیل شد که در ۷ بازی پیاپی در رقابت‌های مختلف گلزنی می‌کند. در بازی بعدی و در شکست ۳–۲ مقابل لستر سیتی، لوکاکو به اولین بازیکن اورتون از زمان دیو هیکسون تبدیل شد که در ۸ بازی پیاپی گلزنی می‌کند.
در ۶ فوریه ۲۰۱۶، لوکاکو بیستمین گلش برای اورتون در آن فصل را مقابل استوک سیتی به ثمر رساند و به اولین بازیکن از زمان گریم شارپ تبدیل شد که در دو فصل متوالی حداقل بیست گل در رقابت‌های مختلف برای اورتون می‌زند. این گل همچنین شانزدهمین گل لوکاکو در لیگ برتر بود که وی را با رکورد تونی کوتی و آندری کانچلسکیس در اواسط دههٔ ۹۰ میلادی مساوی کرد. لوکاکو در بازی بعدی مقابل بورنموث، بیست و یکمین گل فصلش را در ورزشگاه دین کورت زد، این گل آن‌ها را به مرحلهٔ یک چهارم نهایی جام حذفی فرستاد، و او را با رکورد گلزنی یاکوبو ایگبنی در فصل ۰۸–۲۰۰۷ مساوی کرد. در ۱ مارس، لوکاکو هفدهمین گل لیگ برتری‌اش را مقابل استون ویلا به ثمر رساند که در لیگ برتر برای اورتون یک رکورد جدید محسوب می‌شد. همچنین لوکاکو با این گل با رکورد خودش که پیش از این ۱۷ گل در تیم وست برومویچ زده بود، برابر شد.

#### فصل ۱۷–۲۰۱۶

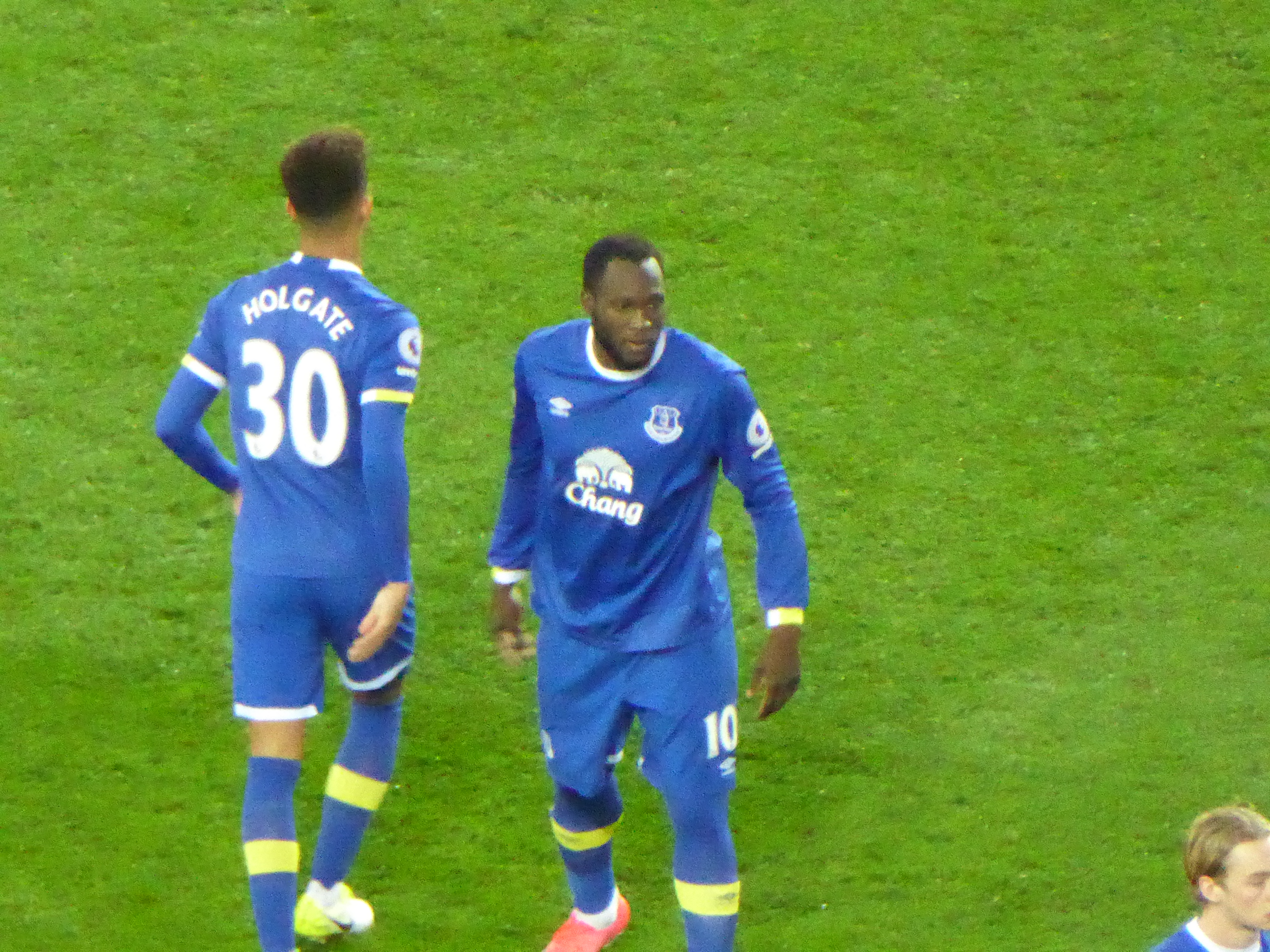
لوکاکو در اورتون در سال ۲۰۱۷

در ۱۲ سپتامبر ۲۰۱۶، لوکاکو در بازی مقابل ساندرلند اولین گل‌های فصلش را به ثمر رساند و در پیروزی ۳–۰ مقابل این تیم هتریک کرد. او در ۱۱ دقیقه و ۳۷ ثانیه این سه گل را به ثمر رساند که این هتریک را تبدیل به دوازدهمین هتریک سریع در تاریخ لیگ برتر کرد. در ۴ فوریه ۲۰۱۷، در پیروزی ۶–۳ مقابل بورنموث، لوکاکو چهار گل به ثمر رساند که اولینش سریع‌ترین گل اورتون در لیگ برتر بود. همچنین سیصدمین هتریکی بود که در تاریخ لیگ برتر ثبت می‌شود. در ۲۵ فوریه ۲۰۱۷، او با تعداد گل‌های دانکن فرگوسن در لیگ برای تافی‌ها برابری کرد و شصتمین گل خودش را در پیروزی ۲–۰ مقابل ساندرلند به ثمر رساند. در بازی بعدی و در شکست ۳–۲ مقابل تاتنهام هاتسپر لوکاکو با گلزنی‌اش از رکورد فرگوسن نیز عبور کرد.
در بازی بعدی لوکاکو به اولین بازیکنی از زمان باب لاچفورد تبدیل شد که در سه فصل متوالی بیش از ۲۰ گل برای اورتون در تمامی مسابقات می‌زند. یک هفته بعد در پیروزی ۴–۰ مقابل هال سیتی، لوکاکو دو گل زد تا رکورد گل‌هایش در لیگ برتر در آن فصل را به ۲۱ برساند و بعد از ۳۱ سال از زمان گری لینکر به اولین بازیکن اورتون تبدیل شود که از رکورد ۲۰ گل زده در لیگ عبور می‌کند؛ همچنین به چهارمین بازیکن و اولین بازیکن خارجی تبدیل شد که قبل ۲۴ سالگی به رکورد ۸۰ گل زد در لیگ برتر می‌رسد.
در مارس ۲۰۱۷، لوکاکو در حالی پیشنهاد تمدید قرارداد پنج ساله با دستمزد ۱۴۰ هزار پوند در هفته را رد کرد که شایعاتی مبنی بر بازگشت وی به چلسی شنیده می‌شد. در مصاحبه‌ای او جاه‌طلبی باشگاه، جذب نکردن بازیکنان بزرگ و عدم علاقه‌مندی به صعود به لیگ قهرمانان اروپا توسط باشگاه مورد انتقاد قرار داد و انتقاداتی را نیز به سرمربی‌اش رونالد کومان وارد کرد. در پیروزی ۳–۱ مقابل برنلی در گودیسون پارک، لوکاکو به اولین بازیکن از زمان لاچفورد تبدیل شد که در دو فصل متوالی بیش از ۲۵ گل برای اورتون می‌زند و همچنین به اولین بازیکن از زمان دیکسی دین تبدیل شد که در ۹ بازی متوالی در گودیسون پارک گلزنی می‌کند. در ۲۰ آوریل ۲۰۱۷، لوکاکو برای اولین بار در تیم سال پی‌اف‌ای قرار گرفت. همچنین وی نامزد دریافت جایزهٔ بازیکن سال پی‌اف‌ای و بازیکن جوان سال پی‌اف‌ای نیز شد.

### منچستریونایتد

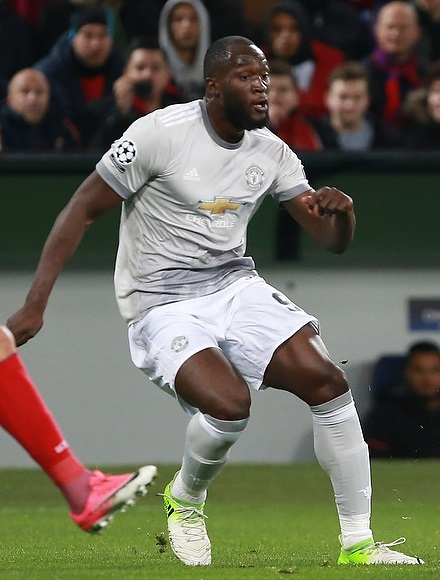
لوکاکو در حال بازی برای منچستر یونایتد در ۲۰۱۷

لوکاکو در ۱۰ ژوئیه ۲۰۱۷، با قراردادی پنج ساله یه قابلیت تمدید یک سال اضافی را نیز دارا بود، به منچستر یونایتد پیوست. اگرچه مبلغ انتقال به صورت رسمی اعلام نشد، اما گزارش‌ها نشان می‌دهد که مبلغ انتقال ۷۵ میلیون پوند بوده که بر اساس شرایط می‌تواند تا ۹۰ میلیون پوند افزایش پیدا کند. انتقال لوکاکو یک روز پس از بازگشت وین رونی به باشگاه سابقش اورتون رخ داد. پیش از شروع فصل، لوکاکو از زلاتان ابراهیمویچ اجازه خواست تا شمارهٔ ۹ یونایتد را بر تن کند. در ۱۴ ژوئیه تأیید شد که شماره ۹ به لوکاکو رسیده است.
او در اولین بازی رسمی‌اش برای یونایتد، در سوپر جام اروپا ۲۰۱۷ مقابل رئال مادرید به میدان رفت و در شکست ۲–۱ تیمش، تنها گل منچستر یونایتد را به ثمر رساند. پنج روز بعد در اولین بازی لیگ برای یونایتد به میدان رفت و در پیروزی ۴–۰ مقابل وستهام، دو گل زد و به چهارمین بازیکن منچستر یونایتد تبدیل شد که در اولین بازی‌اش در لیگ دو گل می‌زند. در ۲۷ سپتامبر، در پیروزی ۴–۱ مقابل زسکا مسکو در لیگ قهرمانان اروپا، لوکاکو دو گل زد تا مجموع گل‌هایش در ۹ بازی به عدد ۱۰ برسد و رکورد سر بابی چارلتون در این زمینه را که در ۹ بازی ابتدایی‌اش ۹ گل زده بود را شکست. در ۲۵ فوریه ۲۰۱۸، در بازی مقابل باشگاه سابقش چلسی، لوکاکو یک گل زد و یک پاس گل به جسی لینگارد داد تا ۲–۱ پیروز شوند. در شکست ۲–۱ مقابل سویا در لیگ قهرمانان، لوکاکو دویستمین گل دوران حرفه‌ای خود (باشگاهی و ملی) را به ثمر رساند. در ۳۱ مارس ۲۰۱۸، لوکاکو در پیروزی ۲–۰ مقابل سوانزی گلزنی کرد و به رکورد ۱۰۰ گل در ۲۱۶ بازی در لیگ برتر رسید. او به پنجمین بازیکن جوان از بین ۲۸ بازیکنی تبدیل شد که به این رکورد می‌رسد.

## عملکرد باشگاهی
لوکاکو فوتبالش را در راپل بوم آغاز کرد و بعد از آن به لیرسه پیوست. در سال ۲۰۰۶ به تیم فوتبال اندرلشت بلژیک پیوست. لوکاکو اولین بازی رسمی‌اش را در ۱۶ سالگی انجام داد و در فصل ۱۰–۲۰۰۹ توانست با اندرلشت قهرمان لیگ بلژیک شود و به عنوان بهترین گلزن نیز شناخته شود. در سال ۲۰۱۱ لوکاکو به تیم فوتبال چلسی پیوست. او در فصل نخست به صورت مرتب در ترکیب اصلی قرار نمی‌گرفت و فصل‌های بعدی نیز به ترتیب به باشگاه‌های وست برومویچ آلبیون و اورتون قرض داده شد. نهایتاً در سال ۲۰۱۴ نیز به صورت دائمی با قراردادی به ارزش ۲۸ میلیون پوند به اورتون پیوست. سه سال بعد لوکاکو با قراردادی که ارزش آن به ۹۰ میلیون پوند نیز می‌رسد، به منچستر یونایتد پیوست. در تابستان ۲۰۱۹ لوکاکو با قراردادی به ارزش ۶۵ میلیون یورو به علاوه ۱۰ میلیون یورو بندهای متغیر به اینترمیلان پیوست. در ۱۲ اوت ۲۰۲۱، لوکاکو به باشگاه سابق خود تیم فوتبال چلسی بازگشت.

## افتخارات

### باشگاهی
اندرلشت
- لیگ برتر فوتبال بلژیک(۱): ۱۰–۲۰۰۹
- سوپر جام فوتبال بلژیک(۱): ۲۰۱۰

اینترمیلان
- سری آ(۱): ۲۱–۲۰۲۰
- جام حذفی فوتبال ایتالیا(۱): ۲۳–۲۰۲۲
- سوپرجام فوتبال ایتالیا(۱): ۲۰۲۲
- لیگ قهرمانان اروپا: ۲۳–۲۰۲۲ (نایب قهرمان)
- لیگ اروپا: ۲۰–۲۰۱۹ (نایب قهرمان)

چلسی
- جام باشگاه‌های جهان(۱): ۲۰۲۱

ناپولی
- سری آ(۱): ۲۵–۲۰۲۴

### ملی
بلژیک
- جام جهانی: ۲۰۱۸ (سوم)

### فردی
- ورزشکار بلژیکی استعداد امیدوار کننده سال: ۲۰۰۹
- کفش برنز بلژیک: ۲۰۰۹
- بهترین گلزن لیگ برتر لیگ برتر بلژیک: ۱۰–۲۰۰۹
- کفش نقره ای بلژیک: ۲۰۱۰
- کفش آبنوس: ۲۰۱۱
- بهترین گلزن لیگ اروپا: ۱۵–۲۰۱۴
- بازیکن جوان فصل باشگاه فوتبال اورتون: ۱۶–۲۰۱۵
- گل فصل لیگ برتر انگلستان: ۱۶–۲۰۱۵
- بازیکن فصل باشگاه فوتبال اورتون: ۱۷–۲۰۱۶
- بهترین بازیکن ماه لیگ برتر انگلستان: مارس ۲۰۱۷
- بهترین بازیکن ماه سری آ: فوریه ۲۰۲۱
- تالار مشاهیر فوتبال ایتالیا (جایزه بازی جوانمردانه) ۲۰۱۹
- تیم منتخب لیگ اروپا: ۲۰–۲۰۱۹
- بهترین بازیکن فصل لیگ اروپا: ۲۰–۲۰۱۹
- کفش برنز جام جهانی: ۲۰۱۸
- تیم منتخب سری آ: ۲۱–۲۰۲۰
- بهترین بازیکن فصل سری آ: ۲۱–۲۰۲۰
- آقای گل لیگ ملت‌های اروپا: ۲۱–۲۰۲۰
- بازیکن سال سری آ: ۲۰۲۱
- تیم منتخب جام ملت‌های اروپا: ۲۰۲۰
- آقای گل مشترک جام باشگاه‌های جهان: ۲۰۲۱ (۲ گل)

## آمار ملی

### بازی‌های ملی
تا تاریخ ۹ ژوئن ۲۰۲۵
| بلژیک | بلژیک | بلژیک | بلژیک  |
| سال   | بازی  | گل    | پاس گل |
| ----- | ----- | ----- | ------ |
| ۲۰۱۰  | ۸     | ۲     | ۱      |
| ۲۰۱۱  | ۵     | ۰     | ۱      |
| ۲۰۱۲  | ۵     | ۱     | ۰      |
| ۲۰۱۳  | ۸     | ۲     | ۱      |
| ۲۰۱۴  | ۱۱    | ۶     | ۰      |
| ۲۰۱۵  | ۵     | ۰     | ۰      |
| ۲۰۱۶  | ۱۴    | ۱۱    | ۱      |
| ۲۰۱۷  | ۹     | ۹     | ۱      |
| ۲۰۱۸  | ۱۴    | ۱۴    | ۴      |
| ۲۰۱۹  | ۵     | ۷     | ۴      |
| ۲۰۲۰  | ۵     | ۵     | ۱      |
| ۲۰۲۱  | ۱۲    | ۱۱    | ۱      |
| ۲۰۲۲  | ۳     | ۰     | ۰      |
| ۲۰۲۳  | ۹     | ۱۵    | ۱      |
| ۲۰۲۴  | ۷     | ۲     | ۱      |
| ۲۰۲۵  | ۴     | ۴     | ۱      |
| مجموع | ۱۲۴   | ۸۹    | ۱۶     |

## عملکرد ملی
لوکاکو اولین بازی ملی‌اش را در سال ۲۰۱۰ انجام داد. از آن موقع تاکنون او در ۱۱۳ بازی ملی به میدان رفته است و با ۸۳ گل زده، بهترین گلزن تاریخ این کشور محسوب می‌شود. او با بلژیک در جام جهانی ۲۰۱۴، جام ملت‌های اروپا ۲۰۱۶
تا مرحله یک چهارم بالا آمد ولی از تیم ملی ولز شکست خورد و حذف شد.
جام جهانی ۲۰۱۸ هم توانست به مقام سومی این مسابقات دست پیدا کند.
همچنین در جام ملت‌های اروپا ۲۰۲۰ به همراه تیم ملی بلژیک تا مرحله یک چهارم بالا آمد ولی از تیم ملی ایتالیا شکست خورد و حذف شد.

## ویژگی‌های تاکتیکی
درخشش لوکاکو در لیگ برتر انگلیس از فصل ۲۰۱۲/۲۰۱۳ آغاز شد. جایی که این بازیکن زیر نظر استیو کلارک در وست برومویچ آلبیون خودنمایی کرد. لوکاکو البته در ابتدا گزینه دوم کلارک در سیستم ۱-۳-۲-۴ برای پست ۹ محسوب می‌شد. او ذخیره شین لانگ بود و تقریباً در ۲۰ بازی اول لیگ همواره به عنوان مهاجم ذخیره در نیمه دوم به بازی می‌آمد. با این حال عملکرد درخشان لوکاکو به عنوان یار جانشین کلارک را مجاب کرد تا تغییراتی را در ترکیب تیمش انجام دهد. او در ادامه بازی‌های آن فصل دو سناریو را اجرا کرد. سناریو نخست انتقال قدرت در پست ۹ تیم از لانگ به لوکاکو بود و سناریو دوم تغییر سیستم تیم به ۲-۴-۴ و حضور همزمان لانگ و لوکاکو در خط حمله. لوکاکو در آن فصل علی‌رغم اینکه تنها ۲۰۰۸ دقیقه به میدان رفت توانست ۱۷ گل بزند و در رتبه ششم بهترین گلزنان لیگ برتر قرار گیرد.
عملکرد قدرتمند در وست بروم باعث شد تا او فصل بعد راهی اورتون شود. لوکاکو زیر نظر روبرتو مارتینز تبدیل به مهاجم تیم در سیستم ۱-۳-۲-۴ در پست ۹ شد و توانست ۱۵ گل به ثمر برساند. با این حال او در این فصل نیز مهاجم همیشه ثابت تیم نبود و ۲۵۹۹ دقیقه در ترکیب به میدان رفت. فصل ۲۰۱۴/۲۰۱۵ لوکاکو تبدیل به مهاجم ثابت و همیشگی اورتون شد. او در این فصل ۳۱۷۰ دقیقه بازی کرد و توانست ۱۷ گل به ثمر برساند. پیشرفت لوکاکو کاملاً حساب شده و از روی نمودار بود تا این که فصل گذشته تبدیل به بهترین فصل دوران حرفه ایش شد. لوکاکو زیر نظر رونالد کومان به بلوغ رسید و در چینش‌های مختلف مربی هلندی در پست ۹ عملکرد استثنایی داشت. لوکاکو فصل گذشته ۲۵ گل به ثمر رساند و پس از هری کین در رتبه دوم جدول بهترین گلزنان قرار گرفت.
روملو لوکاکو تقریباً تمام دوران حرفه‌ای خود را به عنوان مهاجم پست ۹ اکثراً در سیستم‌های تک مهاجمه سپری کرده است. مهاجمان در این پست به‌طور کلی می‌توانند ۳ نقش را عهده‌دار شوند. لوکاکو با توجه به فیزیک بدنی و توانایی‌های فیزیکی اش غالباً نقش آدم مورد نظر را عهده‌دار بوده. البته این نقش دو معنای سنتی و مدرن دارد. در معنای سنتی که بازیکنانی همچون یان کولر یا توره آندره فلو از نمونه‌هایش هستند، غالب توانایی‌های بازیکنان، توانایی‌های فیزیکی (علی‌الخصوص بازی هوایی) و جاگیری در نقاط پنهان باکس حریف است، در حالی که بازیکنان آدم مورد نظر در معنای مدرن علاوه برداشتن توانایی‌های روتین و سنتی این نقش، توانایی‌های تکنیکی قابل قبولی در بازی با توپ و حفظ توپ دارند. زلاتان ابراهیموویچ یا روبرت لواندوفسکی نمونه‌های مدرن بازیکنان در این نقش هستند. بازیکنانی که هدف نخست مجموعه تیم محسوب می‌شوند و توپ‌ها در مناطق خطرناک یک سوم تدافعی حریف به آن‌ها ختم می‌شود. روملو لوکاکو نیز نمونه مدرن شده بازیکنان پست ۹ در نقش آدم مورد نظر است. به همین دلیل است که جاناتان ویلسون، اَبَر تاکتیک‌نویس دنیای فوتبال، او را این‌گونه وصف می‌کند: «لوکاکو یک بازیکن پست ۹ سنتی است که می‌تواند در هر منطقه‌ای از زمین بازی کند.»